# Глациология
Глациологията е наука (от лат. glacies – лед; гр. λόγος – слово, учение), която се занимава с изучаването на процесите и съпътстващите ги явления при формирането и разпространението на ледниците по Земята. По-общо се занимава с всички природни ледове и разновидностите им на земната повърхност, литосферата, хидросферата и атмосферата.
Глациологията е интердисциплинарна наука за Земята, включваща геофизика, геология, физическа география, геоморфология, климатология, метеорология, хидрология, биология и екология. Откриването на воден лед на Луната, Марс, Европа и Плутон добавя и извънземен компонент към областта, наречен астроглациология.

## Общ преглед
Сферите на изучаване в глациологията включват история на ледниците и реконструкция на ледниците в миналото. Човек, който се занимава с глациология се нарича глациолог. Глациалните геолози изучават ледниковите образувания и ерозионните форми на релефа с ледников произход. Глациологията и глациалната геология са ключови области от изследването на полярните райони.
Най-ранните изследвания на ледниците датират от 1546 г., когато Себастиан Мюнстер описва за пръв път ледник в Алпите. Като самостоятелна научна област глациологията започва да се сформира към края на XVIII и началото на XIX век на базата на геологията и хидрологията.

## Видове
Съществуват две основни категории заледяване, които глациолозите различават: алпийско заледяване (натрупване на „реки от лед“ в долините) и континентално заледяване (неограничено натрупване, което някога е покривало голяма част от северните райони).
- Алпийски – ледът се стича надолу по долините на планински райони и образува език от лед, движещ се към равнините. Алпийските ледници обикновено правят релефа по-неравен, добавяйки и променяйки съществуващи образувания, като например циркуси и хребети.

- Континентални – леден пласт, който днес се среща само на големи географски ширини (Гренландия, Антарктида), с площ от хиляди km² и хиляди метри дебел. Те заглаждат релефа.